# Марушка (село)
Мару́шка (рос. Марушка) — село у складі Цілинного району Алтайського краю, Росія. Адміністративний центр Марушинської сільської ради.

## Населення
Населення — 1049 осіб (2010; 1255 у 2002).
Національний склад (станом на 2002 рік):
- росіяни — 93 %